# Yang Wenjun
Yang Wenjun (Yichun, 25 de diciembre de 1983) es un deportista chino que compitió en piragüismo en la modalidad de aguas tranquilas.
Participó en dos Juegos Olímpicos de Verano en los años 2004 y 2008, obteniendo dos medallas de oro: una en la edición de Atenas 2004 y una en la edición de Pekín 2008, ambas en la prueba de C2 500 m. Ganó dos medallas de bronce en el Campeonato Mundial de Piragüismo en los años 2006 y 2007.

## Palmarés internacional
| Juegos Olímpicos   | Juegos Olímpicos     | Juegos Olímpicos  | Juegos Olímpicos |
| Año                | Lugar                | Medalla           | Evento           |
| ------------------ | -------------------- | ----------------- | ---------------- |
| 2004               | Atenas (Grecia)      | Medalla de oro    | C2 500 m         |
| 2008               | Pekín (China)        | Medalla de oro    | C2 500 m         |
| Campeonato Mundial |                      |                   |                  |
| Año                | Lugar                | Medalla           | Evento           |
| 2006               | Szeged (Hungría)     | Medalla de bronce | C1 500 m         |
| 2007               | Duisburgo (Alemania) | Medalla de bronce | C1 500 m         |